# Ludwig von Tetz
Ludwig von Tetz († 9. Oktober 1527 in Köln) war ein Dieb und Straßenräuber in der linksrheinischen Umgebung Kölns. Innerhalb von vier Jahren vor seiner Verhaftung hatte er mindestens 17 Menschen umgebracht. Er wurde auf dem Rabenstein durch Rädern hingerichtet.